# Neguri

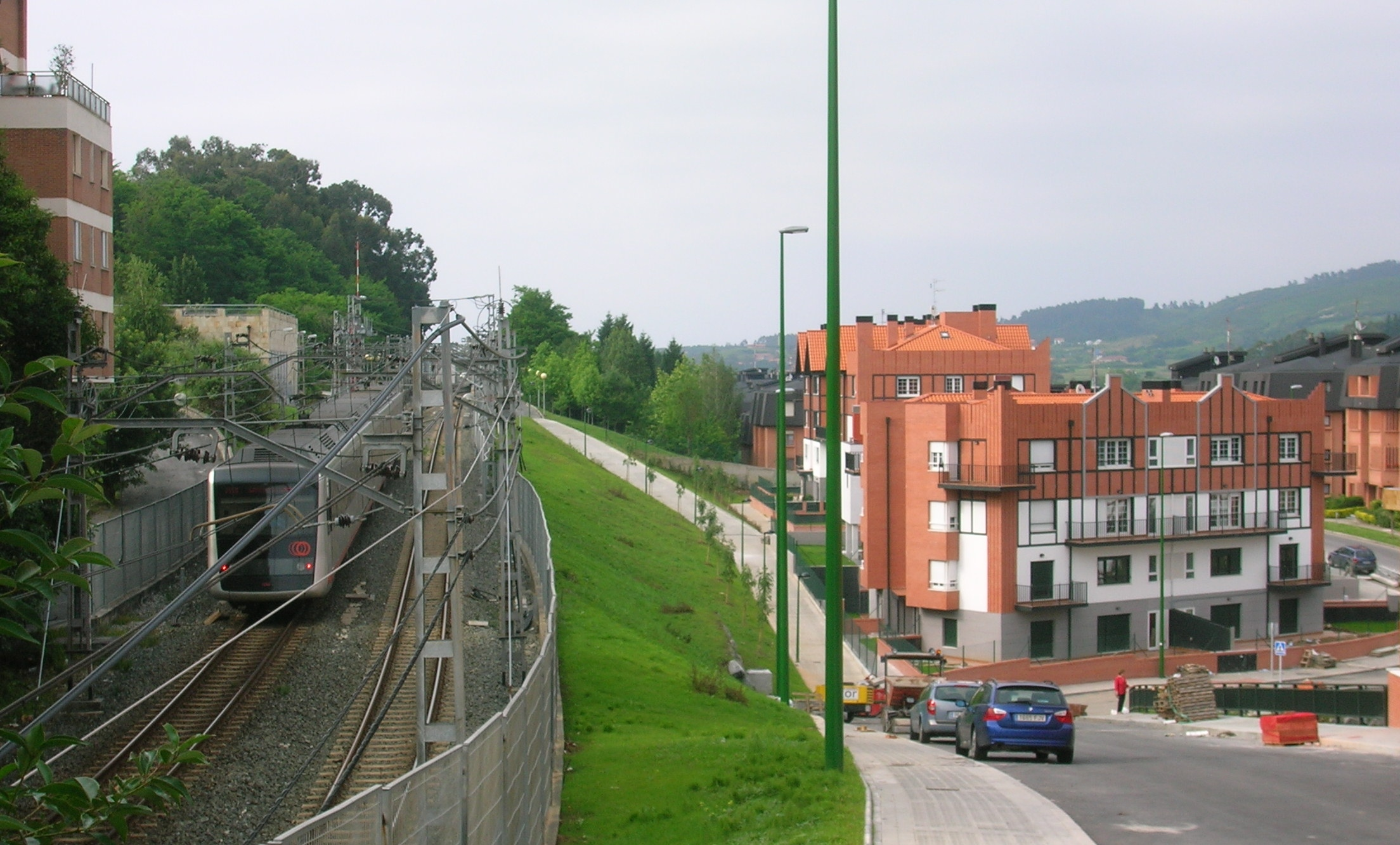
barri d'Aiboa a Neguri

Neguri és un barri del municipi de Getxo, al territori històric de Biscaia. Urbanitzat a principis del segle xx, és una zona residencial de luxe projectada en forma de ciutat jardí de tradició anglesa. És el barri on tradicionalment ha residit la burgesia oligàrquica basca, i el seu nom s'ha utilitzat per extensió per a referir-se a les classes dominants basques.

## Etimologia
Segons Resurrección María de Azkue el nom ve de negu-uri, és a dir neguko hiri (ciutat d'hivern).

## Transports
Al barri hi ha dues estacions de la Línia 1 del Metro de Bilbao: les estacions de Neguri i Aiboa